# Кая (приток Чуса)
Кая, Северная Кая — река в России, протекает по Юрлинскому району Пермского края и Афанасьевскому району Кировской области. Устье реки находится в 12 км по правому берегу реки Чус. Длина реки составляет 17 км. В 2,6 км от устья принимает по левому берегу реку Полуденная Кая. Выше её впадения называется Северная Кая.
Исток реки на Верхнекамской возвышенности в Пермским крае на границе с Кировской областью в 14 км к северо-востоку от посёлка Бор (Борское сельское поселение). Генеральное направление течения — юг, вскоре после истока перетекает в Кировскую область. Кроме Полуденной Каи крупных притоков нет. Русло реки расположено в незаселённой лесистой местности. Впадает в Чус в 7 км к северо-востоку от села Бисерово.

## Данные водного реестра
По данным государственного водного реестра России относится к Камскому бассейновому округу, водохозяйственный участок реки — Кама от истока до водомерного поста у села Бондюг, речной подбассейн реки — бассейны притоков Камы до впадения Белой. Речной бассейн реки — Кама.
Код объекта в государственном водном реестре — 10010100112111100000511.